# Royal Daring Hockey Club
Royal Daring Hockey Club is een Belgische hockeyclub uit Sint-Jans-Molenbeek.

## Geschiedenis
De oprichting van de club vond plaats op 14 mei 1922. Ze is aangesloten bij de KBHB met stamnummer 108 en heeft rood en zwart als kleuren.
De fundamenten van de club werden gelegd evenwel reeds in 1895 gelegd met de oprichting van voetbalclub Daring Brussel. Omstreeks 1914 vond het idee ingang om ook een hockeysectie op te richten, het zou echter omwille van de Eerste Wereldoorlog tot 1922 duren alvorens dit project gerealiseerd werd.
De eerste ploeg was samengesteld uit studenten die aanvankelijk bij Red Star een team hadden uitgebouwd, alsook spelers afkomstig van de "Foestraets-ploeg". Daarnaast sloten er leden uit de atletiek- en voetbalafdeling aan, alsook enkele spelers van Ling Universitas (een universitaire sportkring die was ontstaan in de nasleep van het hockeytoernooi georganiseerd tijdens de Wereldtentoonstelling van 1910 te Brussel). Vooral door deze laatstgenoemde groep zou later de rivaliteit met La Rasante ontstaan (alwaar eveneens voormalige spelers van deze ploeg actief waren). Voorzitter van de hockey-afdeling werd Edmond Lacroix, onder zijn leiding groeide het aantal hockeyers op enkele seizoenen aan tot een honderdtwintig tal. Het eerste seizoen zouden ze nog een veld delen met de lagere voetbalteams, maar het daaropvolgend seizoen kregen ze hun eigen terrein.
De herenploeg was van 1946 tot 1949 vier opeenvolgende seizoenen landskampioen. Na zeven seizoenen in eerste nationale keerde de eerste mannenploeg in het seizoen 2011-'12 terug naar de hoogste afdeling. In 2014-'15 bereikte Daring de halve finales in de Euro Hockey League.

## Infrastructuur
Daring heeft haar thuisbasis in het Henry Pévenagestadion. Een van de twee velden werd in de zomer van 2015 ingericht als een nieuw waterveld.

## Palmares
Heren
- 4x Landskampioen (veld): 1946, 1947, 1948 en 1949
- 7x Winnaar Beker van België (veld): 1943, 1949, 1950, 1952, 1954, 1955 en 1963

## Bekende (ex-)spelers
- Lambert Adelot
- Daniel Bell
- Lucien Boekmans
- Manuel Brunet
- Jean-Marie Buisset
- Jake Burns
- Nicolás Cicileo
- Joaquín Coelho
- Tanguy Cosyns
- Henri Delaval
- José Delaval
- Pierre Dupont
- Gaëtan Dykmans
- Sergi Enrique
- René Franck
- Hugo Genestet
- Georges Grosjean
- Gregory Gucassoff
- Priscila Jardel
- Antoine Legrain
- Franz Lorette
- Benjamin Marqué
- Pierrot Monseux
- Santiago Montelli
- Henri Niemegeerts
- Ignacio Quiles
- Claude Ravinet
- Nahuel Salis
- Jacques Simon
- Paul Toussaint
- Dominic Uher
- Lucien Van Weydeveld
- Emile Vercken
- Victor Wegnez
- Nic Woods